# Inma Sancho
Inma Sancho (Valencia, 26 giugno 1964) è un'attrice, doppiatrice e regista teatrale spagnola, nota per aver interpretato il ruolo di Venancia Almagro nella soap Il segreto (El secreto de Puente Viejo) e per quello di Inmaculada "Inma" Tordera nella soap Una vita (Acacias 38).

## Biografia
Inma Sancho è nata il 26 giugno 1996 a Valencia (Spagna), e oltre alla recitazione si occupa anche di doppiaggio e di teatro.

## Carriera
Inma Sancho si è laureata in recitazione presso l'ESDAD e in insegnamento con una specializzazione in filologia francese. Ha studiato danza e musica presso il conservatorio di Valencia. È stata direttrice della scuola di teatro comunale di Quart de Poblet, insegnante di recitazione presso la scuola di recitazione di Valencia e presso le scuole di teatro della marina alta di Jávea e Dénia (Alicante), nonché insegnante di espressione musicale e ritmica. nelle accademie valenciane.
Ha recitato in diversi film come nel 1996 in Demasiado caliente para ti e in Tranvía a la Malvarrosa, nel 2011 in Águila Roja, la película, nel 2016 in Box 314: La rapina di Valencia (Cien años de perdón) e in La vendetta di un uomo tranquillo (Tarde para la ira), nel 2018 Tutti lo sanno (Todos lo saben), nel 2019 in La Banda, nel 2020 ne L'ofrena e nel 2020 in Visitante. Ha recitato in varie serie televisive come nel 1998 in A flor de pell, nel 2000 in Compañeros, nel 2000 e nel 2001 in Periodistas, nel 2003 in Matrimonis i Patrimonis, nel 2006 in Mesa para cinco, nel 2007 in Los Serrano, in Socarrats e in Maniàtics, nel 2008 in Evolucio, dal 2008 al 2012 e dal 2021 in L'Alqueria Blanca, nel 2015 in B&b, de boca en boca, nel 2007 in La que se avecina , nel 2018 in Açò és un destarifo, dal 2018 al 2020 in Mira lo que has hecho, nel 2019 in Señoras del (h)AMPA, nel 2020 in Sparita nel nulla (Perdida), nel 2020 e nel 2021 in Valeria e in Todo lo otro e nel 2022 ne La Unidad e in Una vita da riavvolgere (Si lo hubiera sabido). Nel 2004 ha recitato nel film televisivo La madre de mi marido, mentre nel 2007 nel film televisivo Pacient 33. Ha preso parte anche alle soap opere come nel 2013 e nel 2014 in Per sempre (Amar es para siempre), nel 2017 ne Il segreto (El secreto de Puente Viejo) e nel 2021 in Una vita (Acacias 38). Ha anche recitato in cortometraggi come nel 1998 in Cicuta, nel 2011 in El abrigo rojo, nel 2013 in El escondrijo e nel 2018 in Sinceridad.

### Doppiaggio
Inma Sancho ha interpretato numerosi ruoli di doppiaggio per Channel 9, Forta, Sonomagic, Tabalet. Ha anche doppiato voci come Conan Edogawa nella serie Detective Conan, Nobita Nobi in Doraemon e The Nanny.

## Filmografia

### Cinema
- Demasiado caliente para ti, regia di Javier Elorrieta (1996)
- Tranvía a la Malvarrosa, regia di José Luis García Sánchez (1996)
- Águila Roja, la película, regia di José Ramón Ayerra (2011)
- Box 314: La rapina di Valencia (Cien años de perdón), regia di Daniel Calparsoro (2016)
- La vendetta di un uomo tranquillo (Tarde para la ira), regia di Raúl Arévalo (2016)
- Tutti lo sanno (Todos lo saben), regia di Asghar Farhadi (2018)
- La Banda, regia di Roberto Bueso (2019)
- L'ofrena, regia di Ventura Durall (2020)
- Visitante, regia di Alberto Evangelio (2021)

### Televisione
- A flor de pell – serie TV (1998)
- Compañeros – serie TV, 1 episodio (2000)
- Periodistas – serie TV, 3 episodi (2000-2001)
- Matrimonis i Patrimonis – serie TV (2003)
- La madre de mi marido, regia di Francesc Betriu – film TV (2004)
- Mesa para cinco – serie TV, 1 episodio (2006)
- Pacient 33, regia di Sílvia Quer – film TV (2007)
- Los Serrano – serie TV, 1 episodio (2007)
- Socarrats – serie TV (2007)
- Maniàtics – serie TV, 1 episodio (2007)
- Evolucio – serie TV (2008)
- L'Alqueria Blanca – serie TV (2008-2012, dal 2021)
- Per sempre (Amar es para siempre) – soap opera, 210 episodi (2013-2014)
- B&b, de boca en boca – serie TV, 1 episodio (2015)
- Il segreto (El secreto de Puente Viejo) – soap opera, 60 episodi (2017)
- La que se avecina – serie TV, 1 episodio (2017)
- Açò és un destarifo – serie TV, 26 episodi (2018)
- Mira lo que has hecho – serie TV, 7 episodi (2018-2020)
- Señoras del (h)AMPA – serie TV, 1 episodio (2019)
- Sparita nel nulla (Perdida) – serie TV, 8 episodi (2020)
- Valeria – serie TV, 2 episodi (2020-2021)
- Una vita (Acacias 38) – soap opera, 80 episodi (2021)
- Todo lo otro – serie TV (2021)
- La Unidad – serie TV (2022)
- Una vita da riavvolgere (Si lo hubiera sabido) – serie TV (2022)

### Cortometraggi
- Cicuta, regia di Rafa Montesinos (1998)
- El abrigo rojo, regia di Avelina Prat (2011)
- El escondrijo, regia di Iván Fernández de Córdoba (2013)
- Sinceridad, regia di Gabriel Ochoa (2018)

## Teatro

### Attrice
- Llegenda de Bandoler, diretto da Eduardo Zamanillo e Ximo Vidal (1983)
- La Pau retorna a Atenes, diretto da Rodolf Sirera e Alejandro Jornet (1984)
- Fool for love, diretto da Sam Shepard e Alejandro Jornet (1987)
- El lisistrata, diretto da Edison Valls (1988)
- Tarzán, diretto da Rafa Rodríguez y Carles Alberola (1988)
- Sillas, diretto da Gerard Collins (1988)
- Buenas noches, Lady Jane, diretto da Alejandro Jornet (1989)
- Melodías en alta mar, diretto da Pepe Sanz (1990)
- La tragedia de la gran Semiramis, diretto da Cristóbal de Virues e Ricard Salvat (1990)
- Machirulo, diretto da Alejandro Jornet (1992)
- Ellas, diretto da Griselda Gambaro e Inma Garín (1992)
- El cas Woizeck, diretto da George Bückner e arles Alfaro (1993)
- Tres forasters de Madrid, diretto da Eduardo Escalante e José Luis García Berlanga (1994)
- Els viatges de Marco Polo, diretto da Pascual Alapont e Joan Miquel Reig (1995)
- Retrato de un espacio en sombras, diretto da Alejandro Jornet (1996)
- Ballant Ballant, diretto da Joan Peris (1997)
- In the bosc, diretto da Ellie Bourquin e Rebeca Urieta (1997)
- El idiota en Versalles, diretto da Chema Cardeña e Carme Portacelli (1999)
- A poqueta nit, diretto da Juli Disla e Joan Miquel Reig (2000)
- El banquete. Dir. Chema Cardeña/Carme Portacelli (2001)
- Infinities, diretto da J.D. Barrow e Luca Ronconi (2002)
- Una Alaska particular, diretto da Harold Pinter e Carles Alfaro (2003)
- Celebración, diretto da Harold Pinter e Carles Alfaro (2003)
- Malignas coyunturas, diretto da Giovanni Clementi/Salva Bolta (2004)
- Lisistrata, diretto da Carles Santos (2004)
- La nona, diretto da Roberto Cossa e Carlos Vides (2004)
- Isabelita tiene ángel, diretto da J.M. Rodríguez Méndez (2005)
- El amor del ruiseñor, diretto da Timberlake Wenterbaker e Jorge Picó (2006)
- Las neurosis sexuales de nuestros padres, diretto da Lukas Berkov e Joaquín Candeias (2008)
- Mans quietes, diretto da Carles Alberola (2009)

### Regista
- Contactos, insieme agli studenti dell'ESAD di Valencia (1992)
- Llegenda de Bandoler di Eduardo Zamanillo, insieme al gruppo teatrale L'Horta (1993)
- Penas de amor perdidas di William Shakespeare, per la scuola teatrale municipale di Quart de Poblet (1993)
- Ángel di Juli Disla, insieme al gruppo teatrale L'Horta (1994)
- Beatrius di Pascual Alapont, insieme ai gruppi teatrali L'Horta e La Dependent (1997)
- Merli i el jove Artus, insieme a Carles Pons per la produzione Sala Escalante del consiglio provinciale di Valencia (1998)
- Blasted, de Sarah Kane, lectura dramatizada para Dramaturgia 2000 en la Generalitat de Valencia (2001)
- Un enemic del poble di Henrik Ibsen, insieme a Carme Portacelli (2002)
- Ángel di M. Verly, insieme a Jaime Puyol (2005)
- Metro di Sanguino e González (2005)
- Cuentos de los bosques de Viena di Ödön von Horváth, insieme a Joaquim Candeias (2005)
- Amor del ruiseñor, junto a Jorge Picó (2006)
- Después de la lluvia, insieme a Sergi Belbel per la scuola regionale di Dénia (2009)

## Doppiatrici italiane
Nelle versioni in italiano dei suoi film e delle sue serie TV, Inma Sancho è stata doppiata da:
- Cristina Poccardi[11] ne La vendettta di un uomo tranquillo[12]
- Graziella Porta[13] in Una vita[14]
- Anna Cugini[15] in Una vita da riavvolgere[16]

## Riconoscimenti
- Premio della critica
  - 1997: Vincitrice come Miglior regista per Beatrius Beatrius
  - 1998: Vincitrice come Miglior regista per Merli i el jove Artus
  - 2001: Candidata come Miglior attrice femminile per A poqueta nit
  - 2003: Candidata come Miglior attrice femminile per Infinities

- Premio MAX
  - 2010: Vincitrice per El amor de un ruiseñor